# Slettmarkhøe
De Slettmarkhøe is een berg behorende bij de gemeente Lom in de provincie Oppland in Noorwegen. De berg, gelegen in Nationaal park Jotunheimen, heeft een hoogte van 2190 meter.
De Slettmarkhøe is onderdeel van het gebergte Jotunheimen.